# Rathangan
Rathangan (Ráth Iomgháin en irlandais) est une ville du comté de Kildare en Irlande.

## Géographie
La ville de Rathangan compte 2 611 habitants en 2016.
La localité est située à 65 km du centre de Dublin et à 14 km de Kildare , à l'intersection des routes R401, R414 et R419. La Slate River et le Grand Canal traversent la ville.
Rathangan est situé à côté du Bog of Allen et à proximité des basses terres du Curragh. Ces dernières années, à partir de la moitié du XXe siècle, la ville s'est considérablement développée, elle est devenue une grande base de navetteurs pour les personnes travaillant à Dublin.[citation nécessaire]